# Alessandro Calanchi
Alessandro Calanchi (Bologna, 28 ottobre 1908 – Russia, 20 gennaio 1943) è stato un calciatore italiano, di ruolo mediano.

## Carriera
Cresciuto nel Bologna, ha giocato in Serie A con la formazione rossoblù esordendo a Novara il 26 febbraio 1928 nella partita Novara-Bologna (4-0),. Ha giocato inoltre in Serie B con il Molinella e in Serie C a Ravenna, a Forlì e a Rovigo.Morì durante la campagna di Russia nel 1943

## Palmarès

### Club

#### Competizioni nazionali
- Campionato italiano: 1

Bologna: 1928-1929